# Benthocardiella obliquata
Benthocardiella obliquata är en musselart. Benthocardiella obliquata ingår i släktet Benthocardiella och familjen Condylocardiidae.

## Underarter
Arten delas in i följande underarter:
- B. o. bountyensis
- B. o. chathamensis
- B. o. obliquata